# Cynanchum heteromorphum
Cynanchum heteromorphum là một loài thực vật có hoa trong họ La bố ma. Loài này được Vatke mô tả khoa học đầu tiên năm 1876.